# Эрмитаж (замок)
За́мок Эрмитаж (англ. Hermitage Castle) — полуразрушенный замок в пограничном регионе Шотландии. Находится под покровительством агентства Историческая Шотландия.